# Petrus Plancius
Petrus Plancius (Pieter Platevoet) (Dranouter, 1552 - Amsterdam, 15 mei 1622) was een Vlaams astronoom, cartograaf, geograaf, bewindhebber van de VOC en predikant. Zijn eigenlijke naam was Pieter Platevoet die hij verlatijnste tot Petrus Plancius.

## Als theoloog
Plancius studeerde na zijn school in Hondschote theologie, geschiedenis en talen in Duitsland en Engeland. In 1576 had hij zijn studie voltooid en werd hij benoemd tot predikant in de Nederduitse Gereformeerde Kerk (de latere Nederlandse Hervormde Kerk). In 1585 ontvluchtte Plancius de Zuidelijke Nederlanden voor de dreiging van de Inquisitie; na de inname van Brussel door de hertog van Parma, waar hij als predikant werkte, vluchtte hij naar Amsterdam. Het vermoeden bestaat dat Plancius tijdens deze vlucht vanuit Brussel toen nog geheime Portugese zeekaarten meenam, die hij later in Amsterdam als een van de bekendste kaartenmakers zou publiceren. Plancius trok fel van leer tegen de luthersen. In 1603 was Plancius een van de tegenstanders van een benoeming van Arminius in Leiden. Verscheidene malen moest hij worden gemaand gematigdheid te betrachten vanaf de kansel. Als fanatieke Zuidelijke Nederlander die vanwege zijn eigen protestantse geloof Brussel had moeten ontvluchten, werd Plancius een van de voornaamste bondgenoten van een andere Zuidelijke Nederlander, Franciscus Gomarus, de leider van de contraremonstranten. Daarmee werd Plancius een bondgenoot van prins Maurits en onbedoeld een tegenstander van landsadvocaat Johan van Oldenbarnevelt, met wie hij in 1602 nog samen de VOC had helpen oprichten.
Plancius, die al jaren pleitte voor een synode (en daarin niet de enige was, getuige de voorrede bij de Acta van de  Dordtse synode), werd een voorman van de contraremonstranten. Al in 1609, bij het ingaan van het Twaalfjarig Bestand, bestreed hij de Alkmaarse predikant Adolf Venator op de provinciale synode te Hoorn. Bij de Synode van Dordrecht werd Plancius vervangen door jongere collega's. Plancius maakte zich sterk voor de benoeming van ziekentroosters en predikanten aan boord van de schepen en zending onder de bevolking. Tot slot was hij tot aan zijn dood als een van de vertalers Latijn-Nederlands betrokken bij de Statenvertaling, die echter pas in 1637 gereed zou komen. Zijn laatste rustplaats vond Plancius op het kerkhof bij de Zuiderkerk in Amsterdam. Hij wilde om hygiënische redenen - van bederf en stank - niet als ""rijke stinkerd"" in de kerk begraven worden en was daarmee zijn tijd ver vooruit.
Plancius was gehuwd met Johanna Geubels, bij wie hij een dochter en zeven zoons had. Zes zonen: Daniel, Jeremias, Petrus, Antonius, Isaacus en Jacobus, werden predikant en zijn dochter trouwde met een predikant. Een zoon stierf tijdens zijn verblijf aan de universiteit van Leiden. Plancius stond goed aangeschreven bij het stadsbestuur van Amsterdam, wat onder meer blijkt uit het feit dat aan zijn zoons studiebeurzen van de stad werden toegekend, hoewel de magistraat wist dat Plancius gefortuneerd was.

## Als geograaf

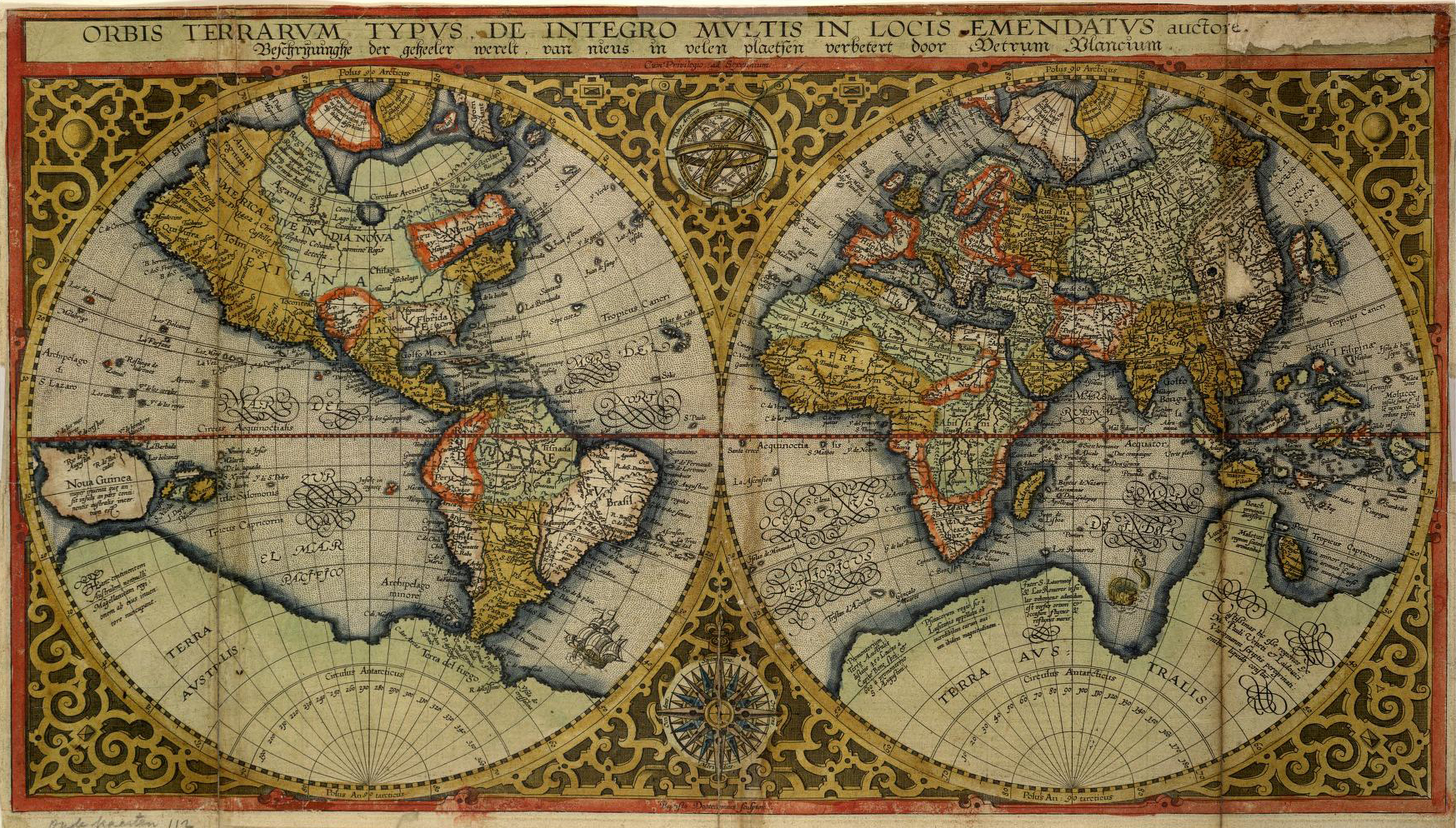
Orbis Terrarum, 1590.

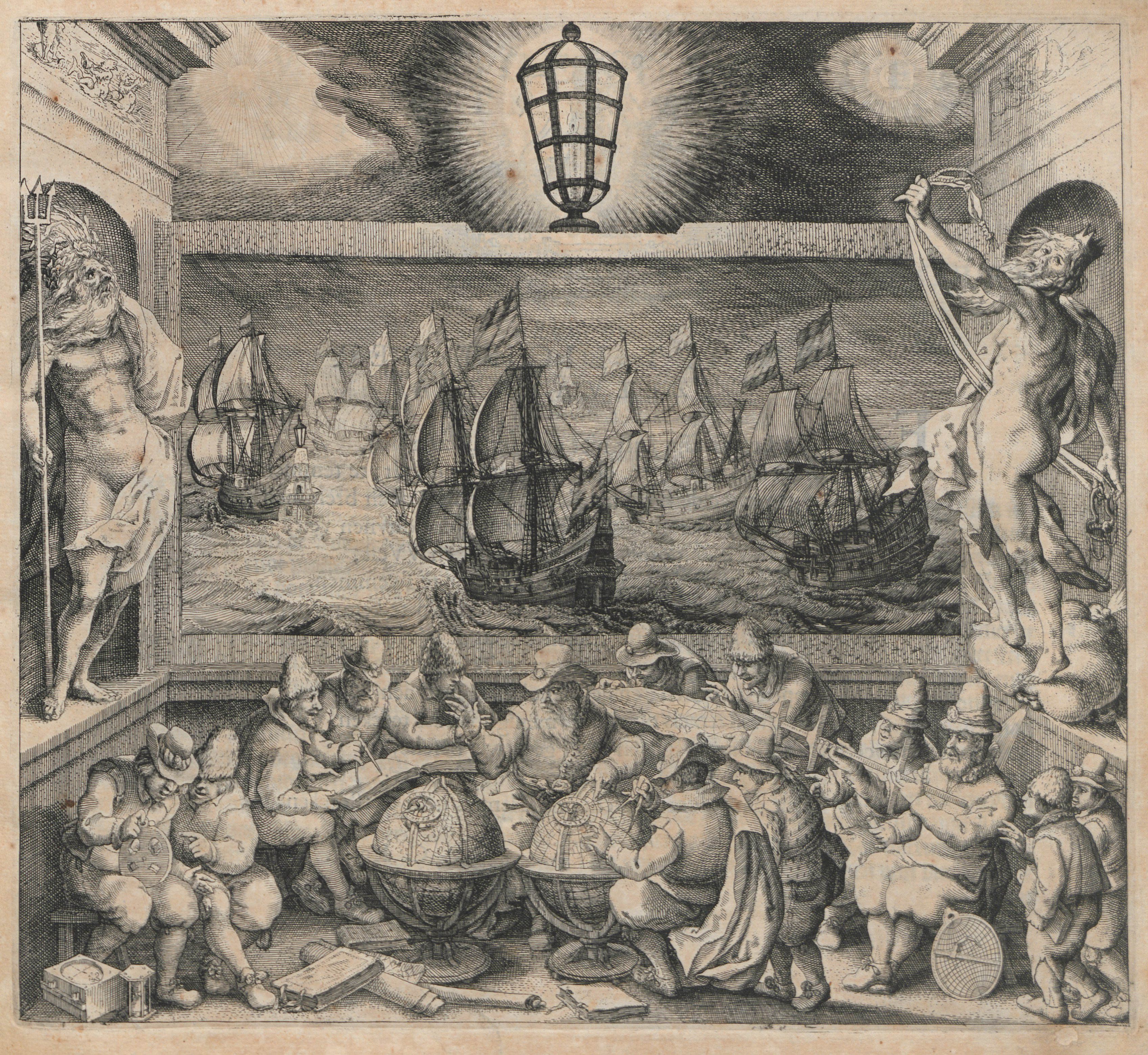
Petrus Plancius, geeft studenten instructies over de kunst van de zeevaart. Voorblad van het zeilhandboek Licht der Zeevaert, c. 1608, door David Vinckboons.

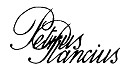
Logo Gereformeerde Studentenvereniging

De bekendste kaart van Plancius is de wereldkaart, uitgegeven vanaf 1590, genaamd: Orbis Terrarum Typus De Integro Multis In Locis Emendatus. Deze kaart werd opgenomen in bijbels en in de atlas Nova et exacta Terrarum Tabula geographica et hydrographica uit 1592. Van deze kaart zijn verschillende uitvoeringen bekend (zie kaarten). De eerste versie was een kopie van bestaand werk.
Vanaf 1592 verschenen de eerste oorspronkelijke producten. Deze werden uitgegeven bij Cornelis Claesz. Deze Amsterdamse boekdrukker en uitgever wendde zich al op 12 april 1592 tot de Staten-Generaal met de mededeling dat hij onder toezicht van de cartograaf Petrus Plancius "doch tot zijne kosten bekomen had van Bartholomeo de Lasso, cosmograaf en meester van de zeevaert des Konings van Spanje, vijf en twintig particuliere zeekaarten, bevattende alle de zeekusten van de gansche eertbodem, eensamentlyck alle diepten en de ondiepten, drooghten, steenclippen, capen, voergeberchten, haffen en de haven, alle liggende onder hare behoorlijke elevatien des poli ofte graden der breedte distantien en de streken der winden, hebbende daarenboven bij claren gescrifte in Spaenscher taele, oyck gecregen de secreten van der zeevaert van Oost- ende Westindien, Africa, China ende andere diergelyke landen, inhoudende aanwysinghe van de eygenschappen der volken, vruchten ende waren of koopmanschappen". Die waren overigens Portugees staatsgeheim en hoe Plancius aan die kaarten kwam is onduidelijk, want op het smokkelen ervan stond de doodstraf.
Waarschijnlijk zijn deze kaarten gebruikt bij de Eerste Schipvaart, in ieder geval door Jacob van Neck, Jacob Mahu en Simon de Cordes. Geen van deze kaarten is gesigneerd of gedateerd. Plancius besteedde meer aandacht aan het binnenland dan Lasso. De stuurman Pieter Keyser was zijn lievelingsleerling; de reisjournalen zijn aan Plancius overhandigd en door Jodocus Hondius op de eerste globe met de zuidelijke sterrenhemel vermeld. Destijds geloofde men dat het kompas grotere afwijkingen zou vertonen als men naar het zuiden voer. Plancius was een autoriteit op het gebied van kompasafwijkingen. De waarnemingen van Frederik de Houtman, die opdracht had de afwijkingen door te rekenen, werden niet aan Plancius overhandigd, maar komen voor het eerst voor op de globe van Blaeu uit 1602.
Als geograaf, maar vooral als een van de belangrijkste Amsterdamse kaartenmakers, nam Plancius het initiatief om een Noordoostelijke Doorvaart te vinden voor een nieuwe en onbedreigde route naar India en China. Hij hoopte ook daardoor in aanmerking te komen voor de beloning van 25.000 guldens die door de Staten-Generaal was uitgeloofd. Hiervoor nam hij contact op met Willem Barentsz en organiseerde met hem een drietal steeds grotere, maar weinig succesvolle expedities. De derde expeditie zou een van de beroemdste expedities worden en zou in de winter van 1596-1597 resulteren in de overwintering op Nova Zembla van Barentsz en diens tweede man Jacob van Heemskerck. De beloning is vanwege het mislukken van de expedities nooit uitgekeerd. Plancius had vóór de reis een van de opvarenden Gerrit de Veer verzocht een uitgebreid reisverslag bij te houden. Dit reisverslag zou Europa's eerste bestseller worden, ook vanwege nieuwe wetenschappelijke ontdekkingen, zoals het Nova Zembla-effect.
Plancius werkte ook mee aan publicaties van Jacob Florisz van Langren en Pieter van der Keere. Omdat hij geen atlas publiceerde, is zijn werk minder bekend dan dat van een aantal tijdgenoten. Vanaf 1599 gaf hij dagelijks les aan stuurlieden. In 1602 werd hij benoemd tot cartograaf van de VOC. Hij verzorgde daarvoor ook het onderwijs van schippers en stuurlui.
Plancius was vermogend en betrokken bij het ontstaan van handelscompagnieën als de Oude Compagnie en de VOC; als medeoprichter en bewindvoerder heeft hij meer dan 100 zee- of landkaarten voor deze compagnie ontworpen. Daarnaast was hij ook betrokken bij de WIC en de Noordsche Compagnie. Hij was initiatiefnemer van expedities die de Noordoost- en Noordwest-passage onderzochten. Henry Hudson vertrok met aanwijzingen, verstrekt door Plancius.

## Als astronoom

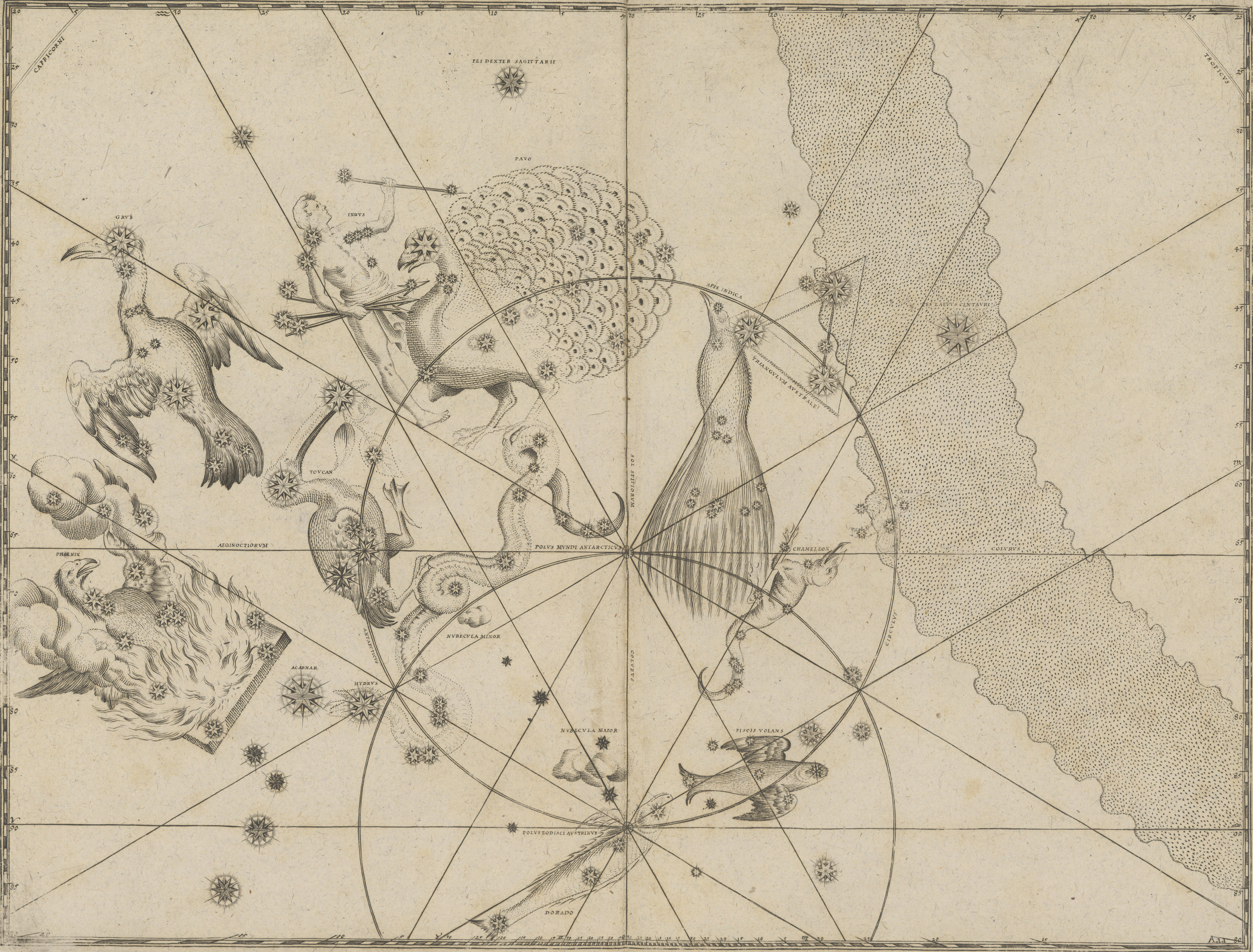
De twaalf sterrenbeelden die Plancius introduceerde. Reproductie van 1661, in Johannes Bayer's atlas Uranometria, 1603.

Hij vervaardigde aan de hand van de aantekeningen van de zeevaarders nauwkeurige sterrenkaarten, die hij vervolgens publiceerde. Hij gaf namen aan figuren die door heldere sterren lijken te worden gevormd, en zo verrijkte hij het firmament met twaalf nieuwe sterrenbeelden.
De 12 sterrenbeelden die Plancius introduceerde waren:
- Musca, de Vlieg
- Apus, de Paradijsvogel
- Chamaeleon, de Kameleon
- Dorado, de Goudvis
- Grus, de Kraanvogel
- Hydrus, de Kleine Waterslang
- Indus, de Indiaan
- Pavo, de Pauw
- Phoenix, de Phoenix
- Triangulum Australe, Zuiderdriehoek
- Tucana, de Toekan
- Volans, de Vliegende Vis

## Trivia
- In 1969 werd in Amsterdam de Gereformeerde Studentenvereniging (GSVA) opgericht, die later de naam Petrus Plancius zou gaan dragen.
- Petrus Plancius wordt in de Nederlandse speelfilm Nova Zembla uit 2011 gespeeld door de Vlaamse acteur Jan Decleir.
- Plancius figureert in enkele romans, o.a. in 'Waarachtige beschrijvingen uit de permaforst' van Donald Niedekker (2022) en in 'Ketters van de Kemmelberg' van Koen D'haene (2017).
- Om zijn belangrijke werk voor het vastleggen van nieuwe hemellichamen te eren, is er een planetoïde, in 1960 door Nederlanders ontdekt, naar Petrus Plancius vernoemd: 10648 Plancius.
- De Planciusstraat in de binnenstad van Amsterdam, stadsdeel Centrum, is in 1875 naar hem vernoemd.
- De Planciusbuurt in Amsterdam, waar de Planciusstraat op uitkomt, is naar hem vernoemd.
- De Plancius is een expeditiecruiseschip, in 1976 voor de Nederlandse marine gebouwd en in 2007 als wetenschapsschip in De Plancius hernoemd.
- Het Planciusblok is een blok arbeiderswoningen in de Planciusstraat in Amsterdam-Centrum, gebouwd in 1858 door Pieter Hamer voor de Vereeniging ten behoeve der Arbeidersklasse te Amsterdam en verbouwd in 2006 door woningstichting Ymere.
- Het Verzetsmuseum Amsterdam is gevestigd in gebouw Plancius aan de Plantage Kerklaan.

### Kaarten

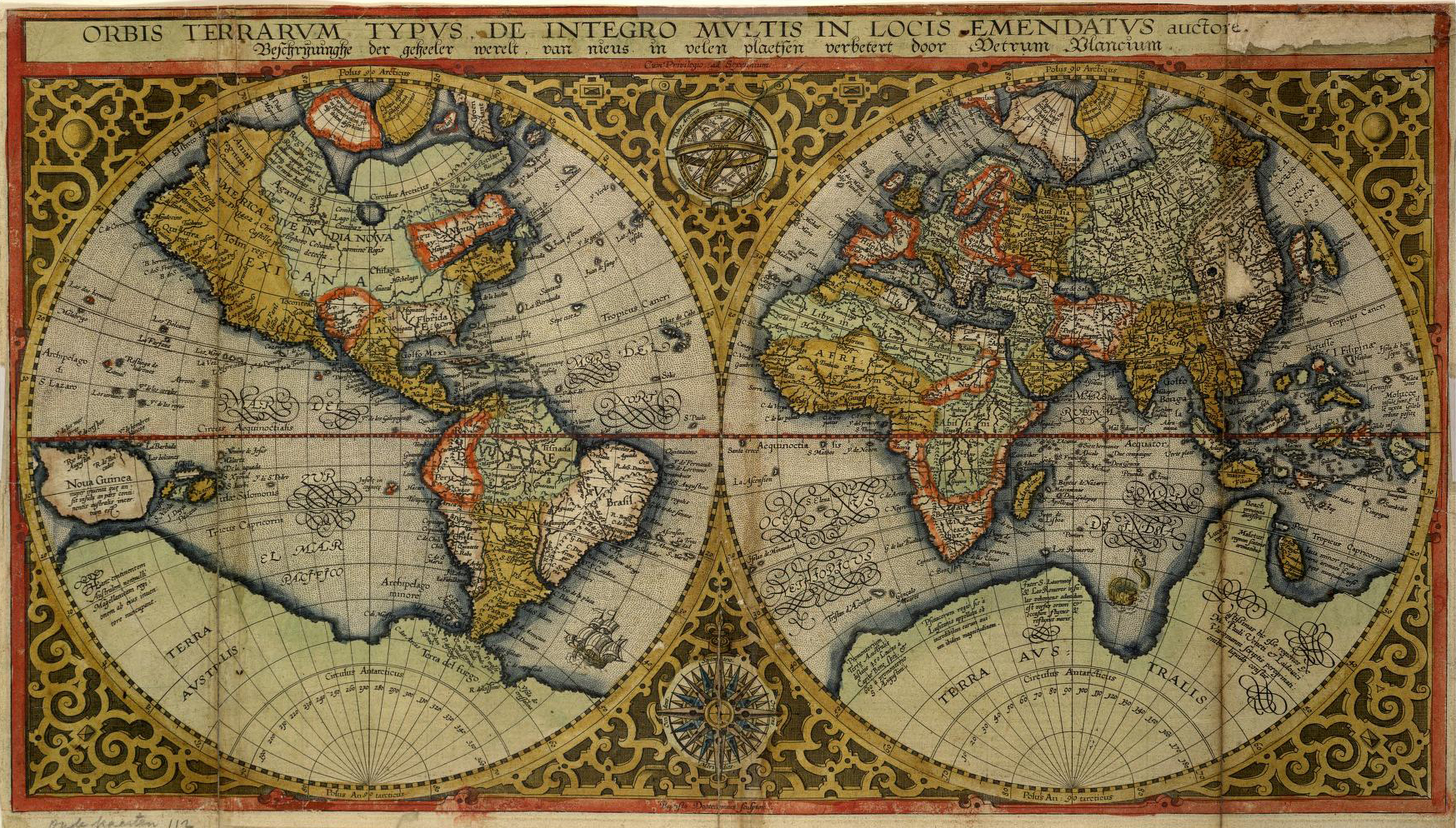
Orbis Terrarum 1590
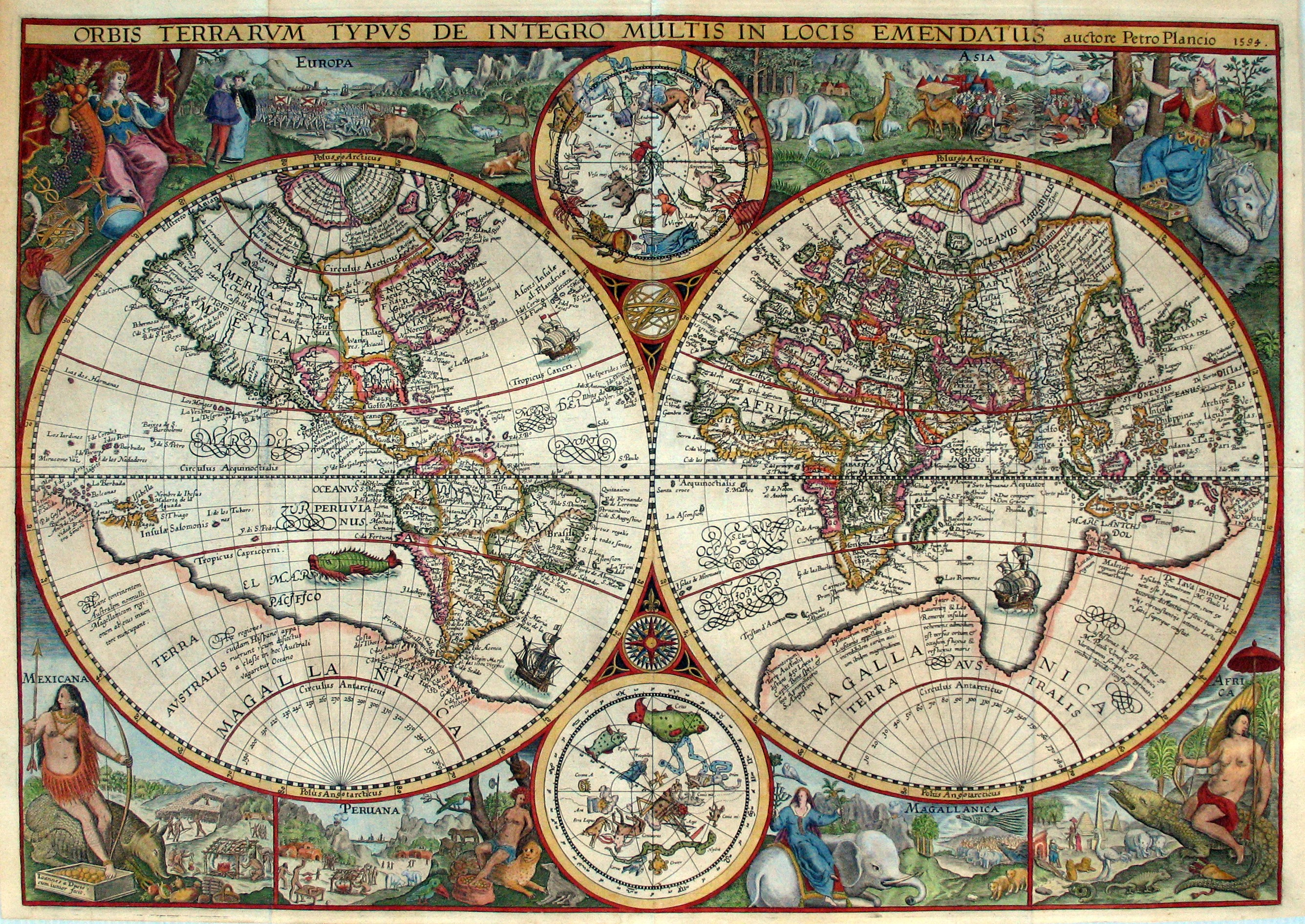
Orbis Terrarum 1594
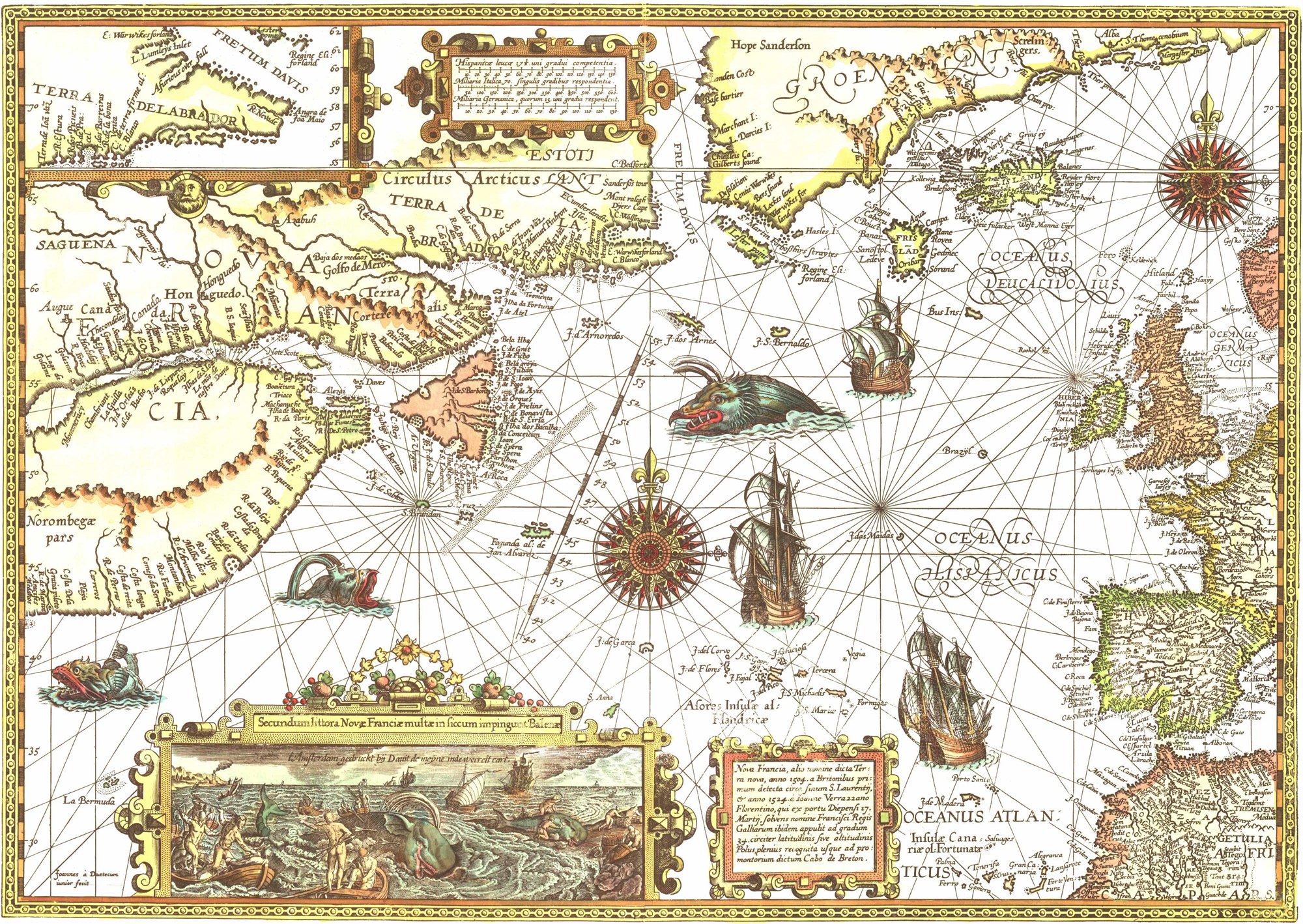
Nova Francia .. Terra Nova 1592
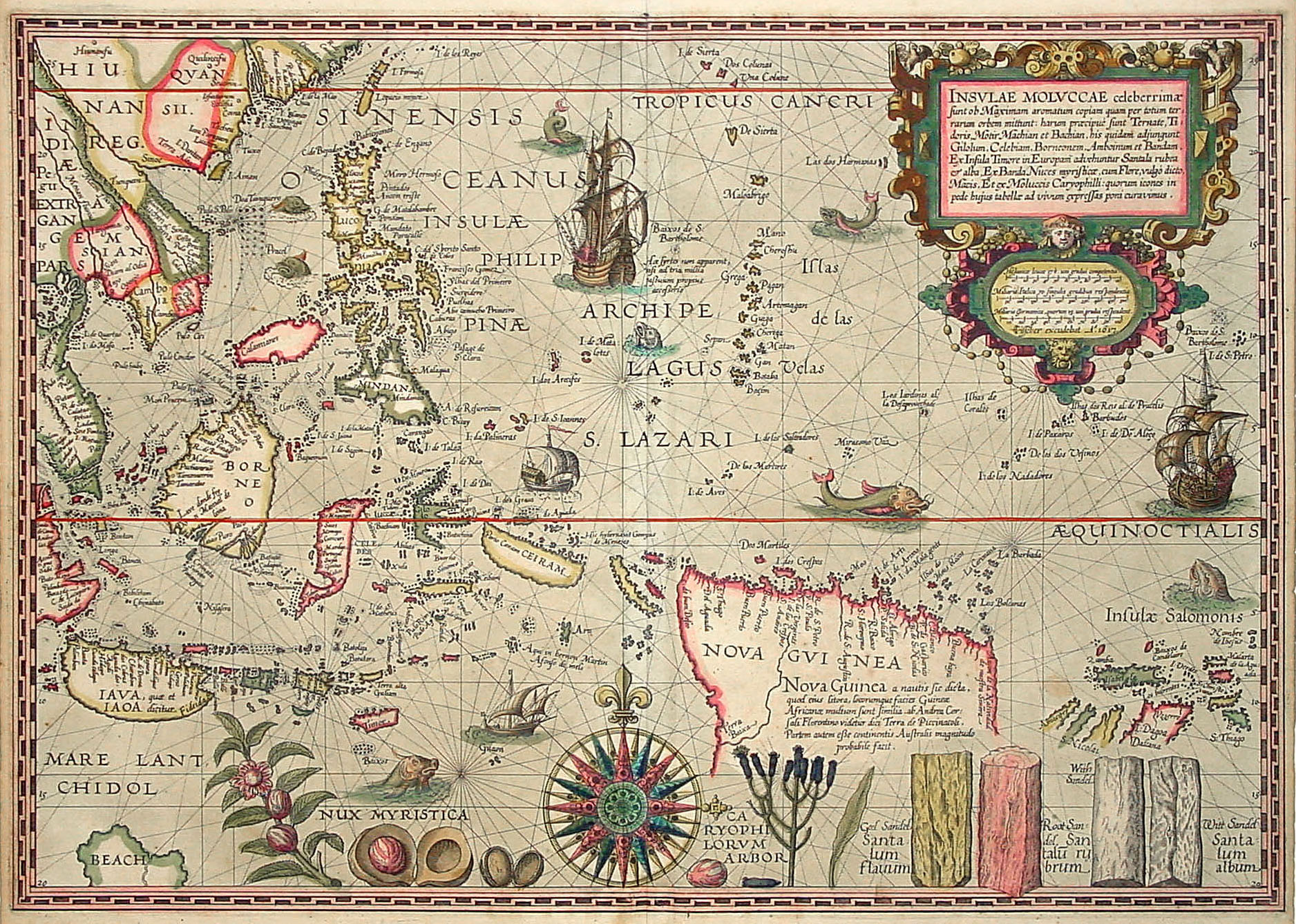
Insulae Moluccae 1592